# Klingenstein (Blaustein)
Klingenstein ist ein Stadtteil von Blaustein im Alb-Donau-Kreis in Baden-Württemberg. Die Gemeinde Blaustein entstand am 1. September 1968 durch die Vereinigung der Gemeinden Ehrenstein und Klingenstein. Der Name wurde damals neu entwickelt.
Der Ortskern ist ein Burgweiler am rechten Hang des  Blautals.

## Geschichte
Klingenstein wird erstmals 1220 überliefert. Die Burg und die Siedlung waren Reichsgut im Besitz der staufischen oder dillingischen Ministerialen, die sich nach Klingenstein nannten und im 13. Jahrhundert auch als Ulmer Bürger erwähnt werden.
Seit Ende des 13. Jahrhunderts waren Burg und Weiler Lehen der Grafen von Fürstenberg. Teile des Orts Lehen der Grafen von Württemberg und Allod. Von circa 1290 bis 1470 saßen hier die Stein von Klingenstein, zeitweise ebenfalls Bürger oder Ausburger der Reichsstadt Ulm.
Nach 1475 zersplitterte sich der Besitz, den die Freiherren von Bernhausen im 16. Jahrhundert nach und nach in ihrer Hand vereinigten. Nach dem Neubau des Schlosses Oberherrlingen gaben diese die Burg als Wohnsitz auf.
Klingenstein kam 1806 an Bayern und durch den Grenzvertrag zwischen Bayern und Württemberg 1810 an das Königreich Württemberg, wo es dem Oberamt Blaubeuren unterstellt wurde. 1938 gelangte Klingenstein zum Landkreis Ulm. Am 1. September 1968 erfolgte die Vereinigung der Gemeinden Klingenstein und Ehrenstein  zur neuen Gemeinde Blaustein.

## Sehenswürdigkeiten
- Im 11. Jahrhundert wurde die Burg Klingenstein von den Herren vom Stain zu Klingenstein erbaut.
- Das Schloss Klingenstein wurde 1756 auf den Fundamenten der alten Burg Klingenstein von der Adelsfamilie von Bernhausen erbaut.
- Die evangelische Kreuzkirche wurde zwischen 1928 und 1931 vom Architekten Werner Klatte erbaut. Der Bau der Kirche wurde durch die Unterstützung von Fabrikanten, Firmen, Spenden von evangelischen und katholischen Gemeindegliedern sowie der Landeskirche als auch des Gustav-Adolf-Werks ermöglicht.
- Die Kapelle St. Joseph wurde 1715 erbaut. Notwendige Renovierungsmaßnahmen erfolgten 1978.

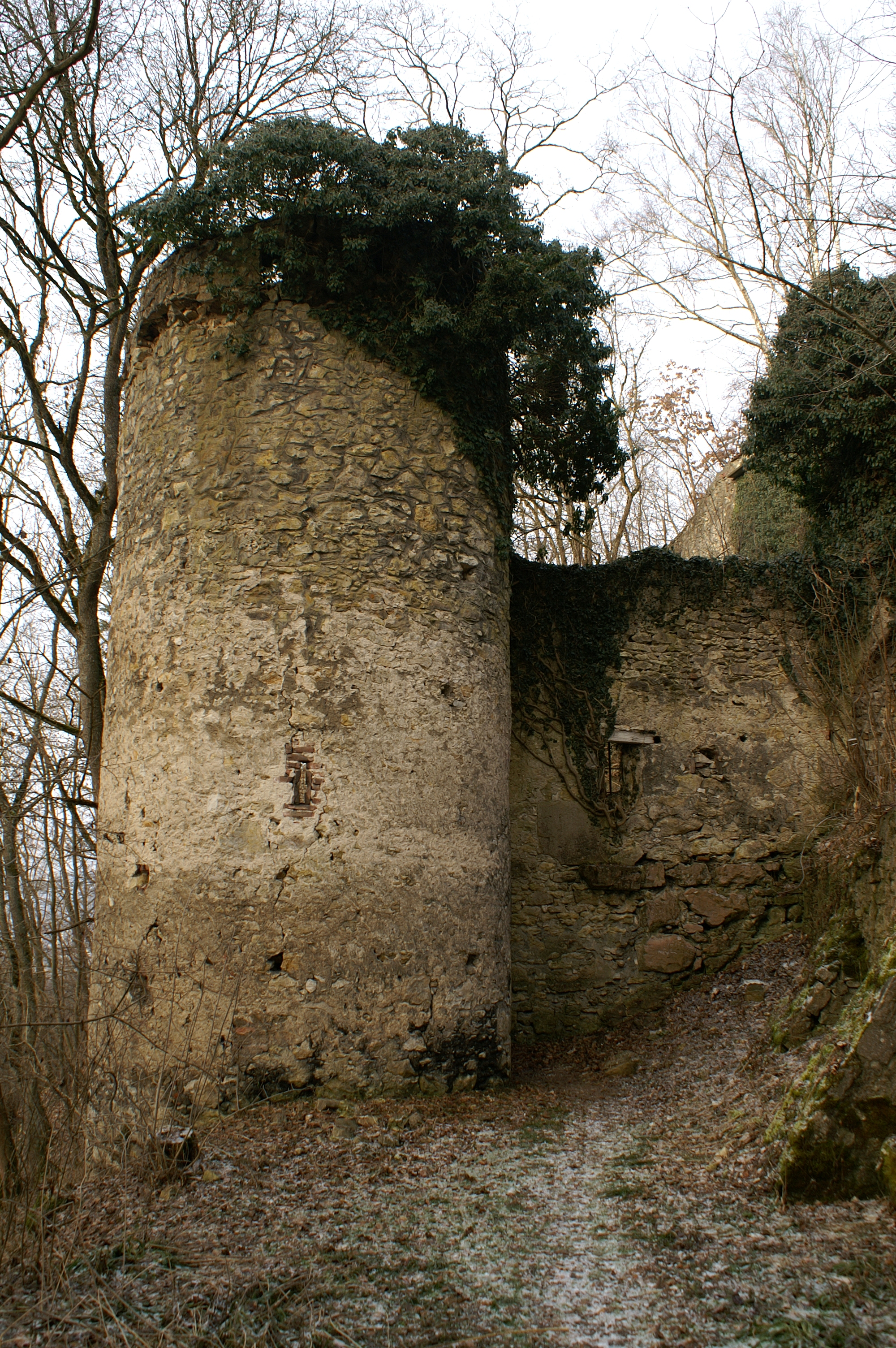
Burg Klingenstein
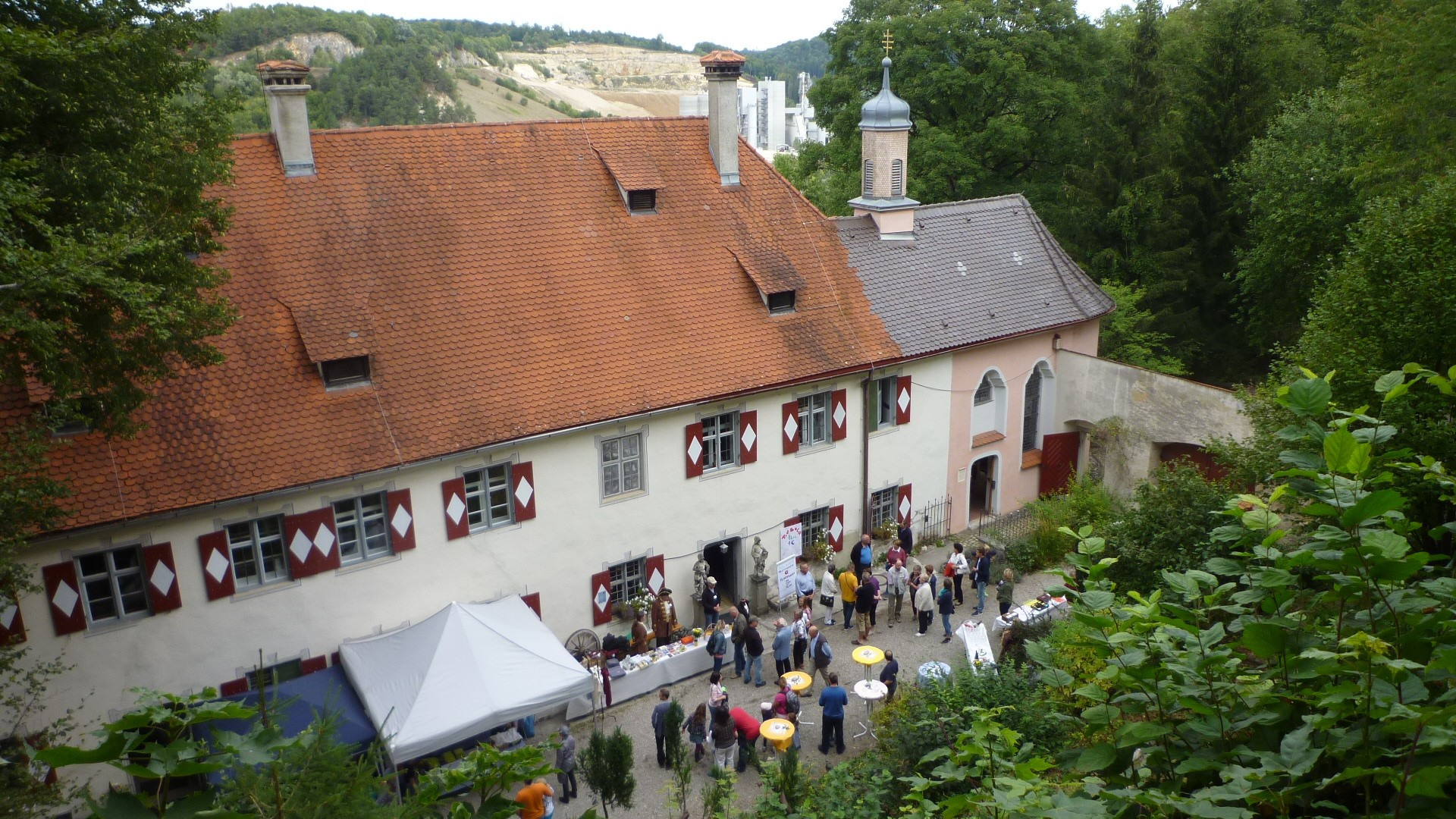
Der Schlosshof
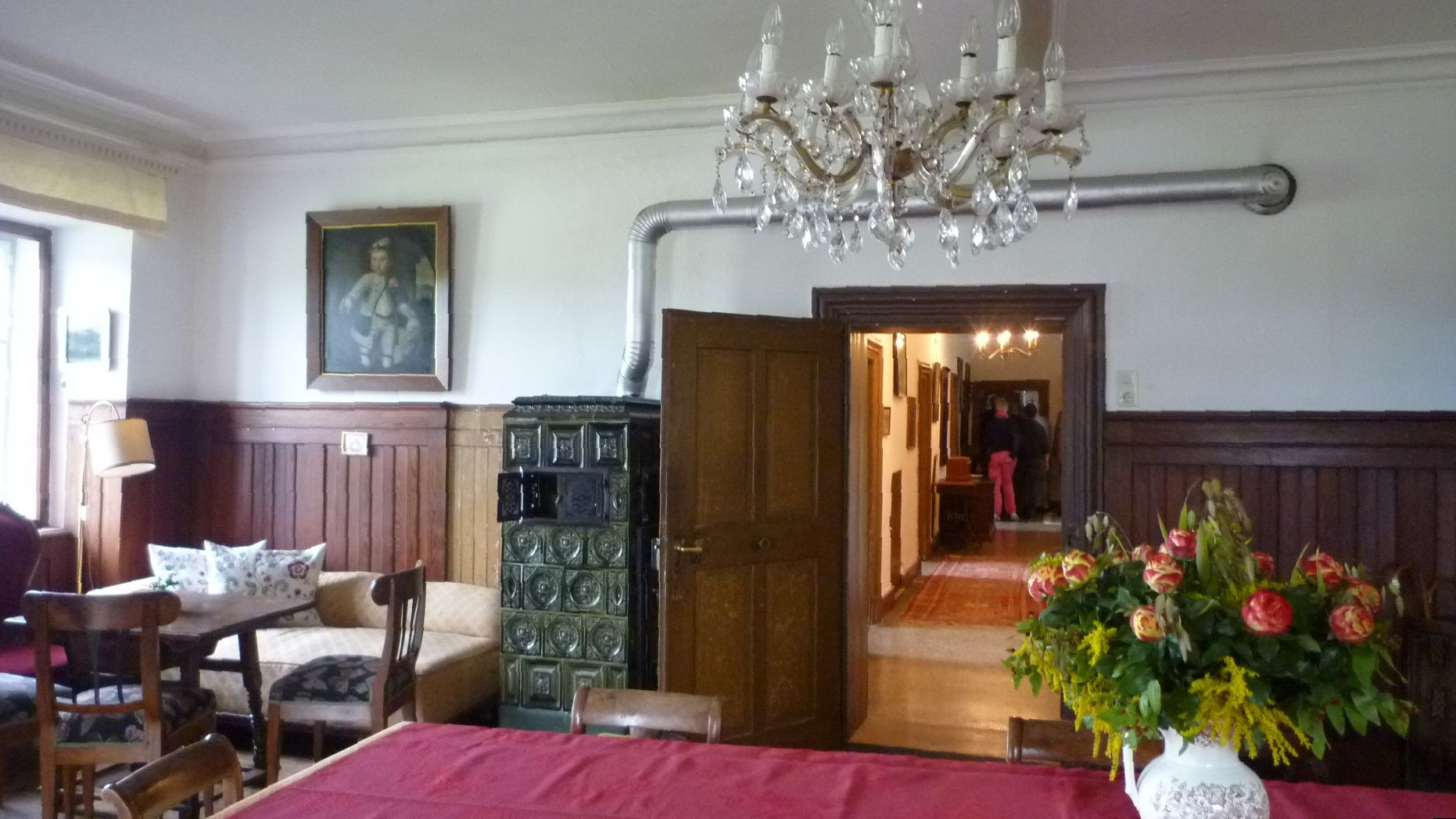
Innenansicht vom Schloss
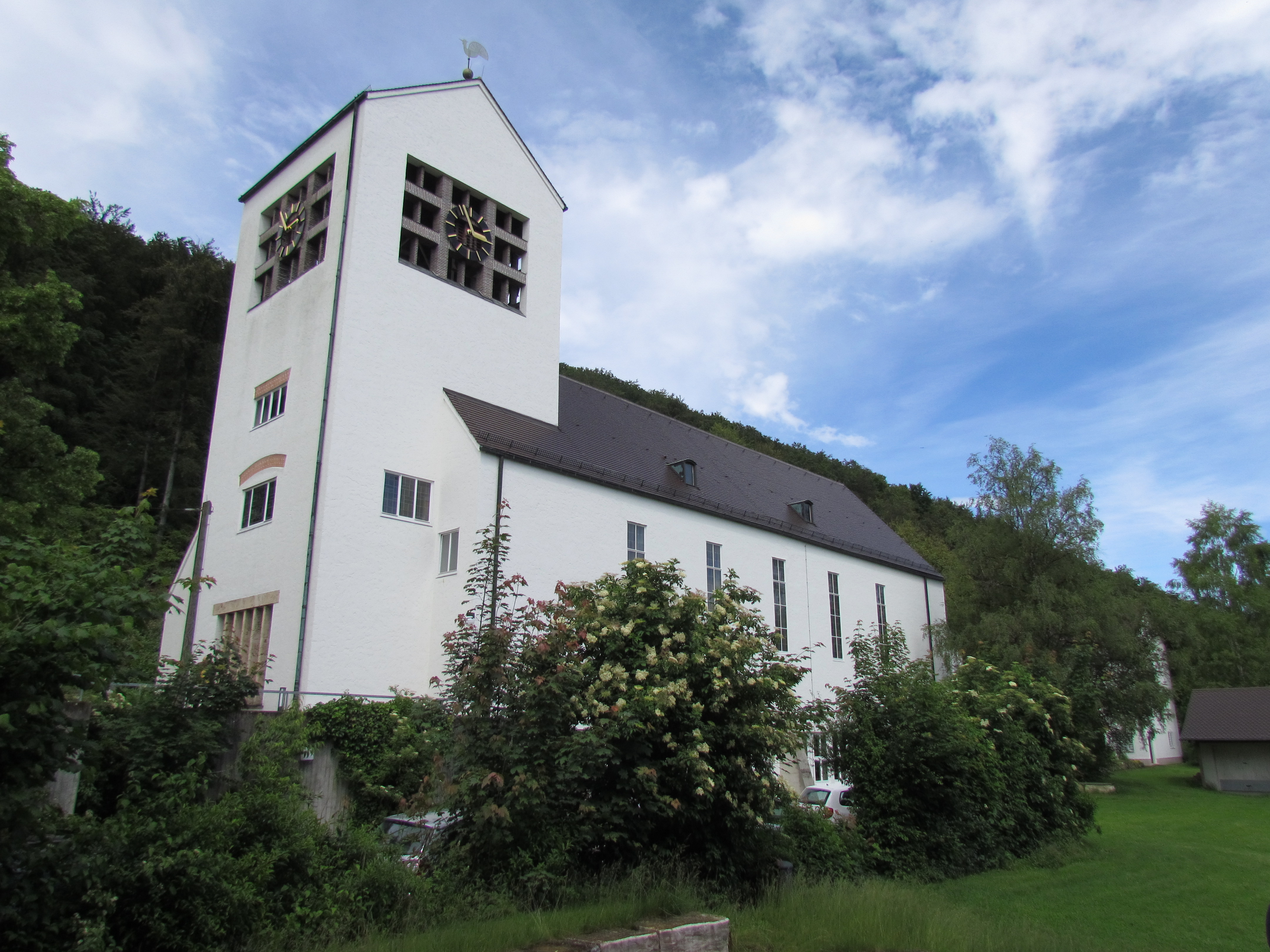
Evangelische Kreuzkirche

## Bildung
- Aus dem Kinderhaus Löwenzahn und dem Kindergarten Firlefanz wurde das Kinderhaus Klingenstein. 2015 hat das neue Kinderhaus Klingenstein seinen Betrieb aufgenommen. In der Ganztagesstätte werden bis zu 90 Kinder betreut.
- Im Ort befindet sich die Eduard-Mörike-Grundschule sowie die Gustav-Leube-Förderschule. In der Grundschule werden Kinder in den Klassen 1 bis 4 unterrichtet. Die Förderschule SBBZ endet für Jugendliche nach der neunten Klasse mit dem Förderschulabschluss.

## Sport- und Kulturvereine
- Freunde von Schloß Klingenstein e. V.
- Klingenstein Verein e. V.
- Landwirtschaftlicher Ortsverein Ehrenstein/Klingenstein

## Persönlichkeiten

### In Klingenstein geboren
- Lucy Christalnigg (1872–1914), Automobilistin und Philanthropin
- Wolfgang Fahrian (1941–2022), Fußballspieler, deutscher Nationalspieler
- Rolf Baumann (* 1963), Fußballspieler
- Dieter Baumann (* 1965), Leichtathlet, Olympiasieger

### Mit Klingenstein verbunden
- Martin Honecker (1934–2021), Theologe, wuchs in Klingenstein auf
- Wolf-Dieter Hepach (1939–2018), Historiker, wuchs in Klingenstein auf